# 石宛珠
石宛珠（1926年3月16日—2017年5月18日），中華民國教育工作者、政治人物，生于遼寧遼陽，为制憲國民大會代表石堅之女。毕业于中國大學法律系，长期在多所職業學校、中高等女子學校任职任教，曾任新竹縣議會議員、第二屆國民大會代表。

## 生平
1926年3月16日，石宛珠出生于中華民國奉天省遼陽縣，其父石堅在九一八事變，日本佔領中國東北後即加入中國國民黨領導的東北地下反日組織，1939年為滿洲國政府偵破，舉家逃難。時年15歲的石宛珠與弟弟先到北平市依親，後1943年在父親安排下到重慶市。日本無條件投降之後，返回北平，進入中國大學法律系就讀，完成學業。:163
1949年隨中樞遷臺，任教於職業學校、中等學校。自革命實踐研究院19期及議員、講習第3期結業。1957年當選新竹縣議會第四屆縣議員，仍兼任省立工業學校（今國立新竹高級工業職業學校）教師，1959年6月獲遴派擔任新竹縣立第一女子中學（今新竹市立光華國民中學）校長。:1631967年7月3日，臺灣省政府派她接任臺灣省立虎尾女子高級中學（今國立虎尾高級中學）校長，她在任內致力於推行生活教育，首創高級中學學生輔導制度:163。1970年奉教育廳令改制為省立高級中學，停招初中部，招生愈致困難，石宛珠仍設立樂隊、儀隊、體育實驗班，鼓勵學生發展多元興趣，並在虎尾鎮民族路上興建教職員宿舍，也將任內完工的禮堂兼體育館命名為「金英館」，紀念虎尾女中前故校長曹金英。:43-441973年春因眼疾短暫赴美就醫:163。
1974年8月調職嘉義女中校長，推動正常化教學，鼓勵學生課外活動，並成立校友會。1984年2月調任台南女中校長，設立音樂實驗班、射箭隊，並將校訓由「公、誠、勤」修改為「公、誠、勤、樸」。1987年8月調台中女中，任內推展校務工作電腦化，建立教學資源大樓、地下太陽能溫水游泳池、學生宿舍，也創辦《綠園學粹》、《中女青年》等刊物。:163-1641991年8月1日屆齡退休，改任中華日報社董事。1991年12月當選第二屆國大代表，為中國國民黨籍全國不分區代表。
她也曾經擔任中國國民黨文工會文宣指導委員、台灣省黨部評議委員，中國童子軍會女童軍台灣省分區常務理事、台中市理事長。2017年5月18日，石宛珠離世，享年92歲。

## 家庭
她的丈夫是台鐵退休，兩人育有一子、二女，長女經營兩間餐館，兒子為核子工程博士，經商從事汽車零件交易。

## 榮譽
石宛珠1984年獲全國教育團體頒贈優良教育人員木鐸獎，1985年獲救國團頒贈一等服務獎章、行政院頒發公務人員一等服務獎章、教育廳頒發師鐸獎，象徵中華民國教育人員最高榮譽。:164